# Double Dragon III: The Sacred Stones
Double Dragon III: The Sacred Stones — компьютерная игра для NES, разработанная Technos Japan Corporation и выпущенная в 1991 году, третья часть в игровой серии Double Dragon.
В 2020 году владелец прав на серию Double Dragon Arc System Works издал эмулированную игру для современных платформ PlayStation 4, Xbox One и Nintendo Switch.

## Сюжет
Спустя год после победы над Теневыми воинами братья Билли и Джимми Ли столкнулись с новым таинственным противником. Девушку одного из братьев, Марион, вновь похитили. Единственный свидетель Бретт погибает от ран до того, как смог рассказать о лидере новой банды.
Предсказательница Хируко сообщает братьям, что похитители Марион разыскивают священные камни силы, сокрытые по всему миру, и единственный способ спасти девушку — найти эти камни до того, как это сделают похитители.
Разобравшись с бандой в США, братья отправляются в Китай, Японию и Италию, сражаясь с владельцами камней. Финальная битва происходит в Египте, где братья узнают правду о похищении Мариан и сталкиваются лицом к лицу с настоящим предводителем похитителей: предсказательница Хируко использовала братьев для нахождения камней. Однако она не учла, что для получения силы на самом деле нужно четыре камня. Войдя в священную комнату египетской гробницы, она тут же обращается в прах. Братья идут следом и сражаются с финальным противником — принцессой Ноирам, которой оказалась заколдованная Марион.

## Игровой процесс
Версия для NES имеет иной сюжет и по игровому процессу отличается от аркадной версии. В частности, здесь, помимо основных персонажей Билли и Джимми, представлено ещё несколько героев, имеющих по одной «жизни». После гибели одного персонажа можно продолжить игру, выбрав другого. Также персонажи могут пользоваться оружием, отобранным у врагов (как в «Double Dragon» и «Double Dragon II: The Revenge»).
Сюжет, хоть и имеет общие первооснову и развитие событий, отличается в ключевых деталях, причём в зависимости от локализации они отличаются ещё больше. Так, в версии для NES братья-драконы отправляются в путешествие из-за того, что девушка (причём её имя было изменено с Мариан на Марион) одного из них была снова похищена. Герои разыскивают не «розеттские камни», а некие абстрактные «священные камни» силы. Также на одном из экранов Билли ошибочно назван как «Бимми» (Bimmy), что нашло определённый отклик среди фанатов серии и получило дальнейшее развитие в серии: в Double Dragon Neon присутствуют боссы «Bimmy 'n' Jammy», «ошибочно переведённые мутанты», отсылающие к The Sacred Stones. Японская же версия для Famicom ближе по сюжету к аркадной версии: братья-драконы путешествуют по миру в поисках камней ради получения новых сил, а в конце сражаются с Клеопатрой.
Региональные отличия есть также в игровом процессе. В японской версии игроки проходят первый уровень, чтобы отомстить за друга, а со второго собирают камни. В американской версии игроки с первого уровня получают камни, а четвёртый проходит без особой цели. Также в японской версии есть легкий режим для одного игрока, а при игре вдвоём запускается усложнённый. В усложнённом режиме немного больше врагов, но и здоровья у персонажей на 10 единиц больше. В американской версии режим только один — усложнённый.
В процессе прохождения к братьям-драконам присоединяются побеждённые противники, который затем можно выбирать произвольным образом в режиме паузы: Чин Сеймей (англ. Chin Seimei, босс второго уровня, мастер боевых искусств) и Ягу Ранзу (англ. Yagyu Ranzou, босс третьего уровня, японский синоби, вооружённый катаной). Все персонажи имеют различные характеристики (скорость передвижения и атаки, дальность и силу удара, дополнительное оружие).

## Оценки
Профильный журнал Nintendo Power в апрельском номере 1991 года оценил игру в 3,3 балла из 5 возможных
IGN присудил игре 55-е место в своем рейтинге Top 100 NES Games.
Double Dragon III: The Sacred Stones заняла седьмую позицию в списке самых продаваемых игр США для NES в месяц релиза (февраль 1991 года). Однако при этом издатель Acclaim Entertainment переоценил спрос на игру, в результате чего свыше 500 тысяч картриджей так и не были распроданы и остались нереализованными на складах компании.